# Academia Sahitya de Kerala

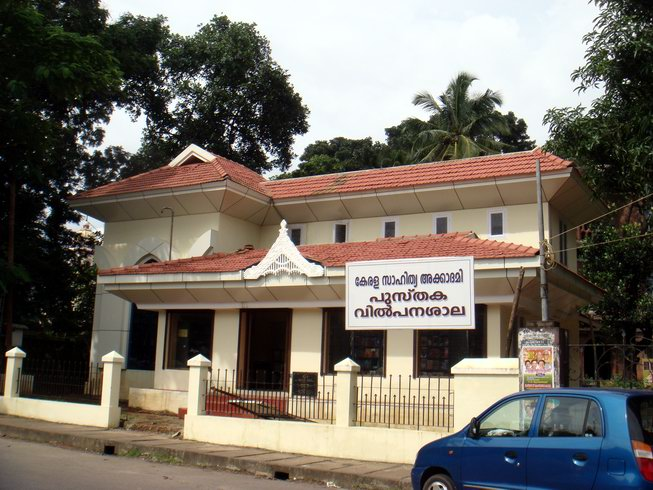
Vista frontal de la academia Sahitya de Kerala

La academia Sahitya de Kerala o academia de literatura malayalam Sahitya (malayalam: കേരള സാഹിത്യ അക്കാദമി) es un organismo autónomo creado para promover la lengua y la literatura del idioma malayalam. Está situado en la ciudad de Thrissur, del estado de Kerala en la India.

## Historia
La academia Sahitya fue inaugurada el 15 de octubre de 1956, por Chithira Thirunal Balarama Varma. Fue trasladada a su actual ubicación en la ciudad de Thrissur en septiembre de 1957. Aunque el gobierno de Kerala ofrece la financiación y el apoyo a la academia, la administración es autónoma de acuerdo con su constitución. La academia reconoce las obras literarias de calidad a través de sus premios literarios anuales.
A partir de 2011 la academia es dirigida por el novelista malayalam Perumbadavam Sreedharan, que está haciendo la función de presidente, y por el escritor Dr. Krishnan Nair como secretario.

## Actividades
La academia Sahitya tiene una de las mayores bibliotecas de Kerala. Es un centro de investigación de doctorado aprobado por las universidades de Kerala. También es la sede de festivales de libros periódicamente para fomentar la lectura entre las masas.
La academia tiene una galería de imágenes de los escritores de la antigüedad. Regularmente publica tres revistas: Sahithyalokam, Sahithya Chakravalam y Malayalam Literary Survey —en inglés—.
Los premios de la academia llevan el nombre de Ezhuthachan Puraskaram, el más alto honor literario entregado por la academia, que lleva el nombre de Thunchaththu Ezhuthachan, el padre de la literatura malayalam.